# Tritonia undulata
Tritonia undulata är en irisväxtart som först beskrevs av Nicolaas Laurens Nicolaus Laurent Burman, och fick sitt nu gällande namn av John Gilbert Baker. Tritonia undulata ingår i släktet Tritonia och familjen irisväxter. Inga underarter finns listade i Catalogue of Life.